# Ice Climber
Ice Climber é um jogo de vídeo game de plataforma vertical desenvolvido e publicado pela Nintendo para o Nintendo Family Computer no Japão e para o Nintendo Entertainment System na América do Norte em 1985. Em alguns países europeus, o console NES foi vendido junto com o jogo, aumentando a familiaridade de Ice Climber fora do Japão.
Uma versão alternativa foi lançada nos arcades como parte do Vs. Series, conhecido como Vs. Ice Climber que inclui funções de jogabilidade não encontradas na versão console doméstico, como uma tela de título animado, estágio menu de seleção, 16 montanhas adicionais, nevasca ocasional e efeitos do vento, mais personagens inimigos, e os itens multiplicadores de bônus.

## História
Nesse jogo, os personagens Popo (ポポ) e Nana (ナナ), conhecidos coletivamente como Ice Climbers, aventuram-se em 32 montanhas cobertas de gelo para recuperar vegetais roubados de um condor gigante.

## Recepção
Os Ice Climbers Popo e Nana aparecem como personagens jogáveis em Super Smash Bros. Eles aparecem em Super Smash Bros. Melee e Super Smash Bros. Brawl. Em Super Smash Bros. for Nintendo 3DS e Wii U, os Ice Climbers não aparecem como personagens jogáveis devido às limitações da versão para 3DS, apenas como troféu. Os Ice Climbers retornaram em Super Smash Bros. Ultimate como personagens jogáveis.